# Reuzenkeverslak
De reuzenkeverslak (Cryptochiton stelleri) is een keverslak uit de familie der Acanthochitonidae.
Het is de grootste keverslak op aarde en kan tot 35 centimeter groot worden. De schelpplaten zijn geheel ingekapseld.  De platen hebben geen tegmentum en zijn wit.  De zoom is leerachtig en bedekt met in groepjes geplaatste stekeltjes. De zoom is grijsbruin. De soort komt voor in de Aleoetische regio  (noordelijk deel van de Grote Oceaan) en in de Japanse regio.